# Crisfield
Crisfield é uma cidade localizada no estado americano de Maryland, no Condado de Somerset.

## Demografia
Segundo o censo americano de 2000, a sua população era de 2723 habitantes.
Em 2006, foi estimada uma população de 2792, um aumento de 69 (2.5%).

## Geografia
De acordo com o United States Census Bureau tem uma área de
7,8 km², dos quais 4,2 km² cobertos por terra e 3,6 km² cobertos por água. Crisfield localiza-se a aproximadamente 0 m acima do nível do mar.

## Localidades na vizinhança
O diagrama seguinte representa as localidades num raio de 24 km ao redor de Crisfield.